# Crocidura caudipilosa
Crocidura caudipilosa — вид ссавців родини мідицевих (Soricidae). Описаний 2019 року.

## Поширення
Ендемік індонезійського острова Сулавесі. Виявлено десятки місць проживання виду в провінціях Центральне Сулавесі, Горонтало, Західне Сулавесі, Південне Сулавесі та Північне Сулавесі. Вид трапляється на висоті від 500 до 2300 м. Живе у тропічних та субтропічних низовинних та гірських вологих лісах.